# Акалат рубезький
Акала́т рубезький (Sheppardia aurantiithorax) — вид горобцеподібних птахів родини мухоловкових (Muscicapidae). Ендемік Танзанії.

## Опис
Довжина птаха становить 14 см. Верхня частина тіла темно-сіра, голова оливково-охриста, обличчя має коричневий відтінок. Горло, верхня частина грудей, нижня сторона крила і хвіст оранжеві, груди темно-охристі, боки оливково-охристі, нижня частина грудей і живіт кремово-охристі. Дзьоб чорний, лапи сірі.

## Поширення і екологія
Рубезькі акалати мешкають в горах Рубехо, Вота, Укагуру і Кіборіані, що є частиною Східної гірської дуги. Вони живуть в підліску вологих гірських тропічних лісів. Зустрічаються на висоті від 1660 до 2400 м над рівнем моря.

## Збереження
МСОП класифікує цей вид як такий, що перебуває під загрозою зникнення. Рубезьким акалатам загрожує знищення природного середовища.